# Jakob Kopp (Dichter)
Jakob Kopp (* 13. November 1871 in Imst; † 9. Mai 1960 in Innsbruck) war ein österreichischer Zeichner und Mundartdichter, der im Dialekt des Tiroler Oberlandes schrieb und während der Zeit des Nationalsozialismus aktiv nationalsozialistische Propaganda betrieb.

## Leben
Jakob Kopp war, wie auch sein Bruder Hermann Kopp (1863–1912), Teil einer Bewegung von Mundartdichtern in Imst rund um Karl von Lutterotti. Zahlreiche seiner Gedichte wurden vertont, unter anderem von Josef Pöll.
Im Alter von 16 Jahren zog Kopp nach Innsbruck, um dort in einer Glasmalerei zu arbeiten.

## Wirken in der Zeit des Nationalsozialismus
Bereits in den 1930er Jahren, als die NSDAP in Österreich noch verboten war, trat er der Partei bei.
Während der Zeit des Nationalsozialismus schrieb Kopp nationalsozialistische Propaganda: 1938 etwa den Text zum sogenannten Anschlusslied über den „Anschluss“ Österreichs an das Deutsche Reich mit dem Refrain „Ein Volk, ein Reich, ein Führer“; für die Musik zeichnete Leo Eiter verantwortlich. Von Kopp stammt auch das antisemitische Gedicht Tiroler Volkssturm 1944, das von Josef Eduard Ploner als Volkslied umgesetzt wurde und Eingang in dessen 1942 veröffentlichtes propagandistisches Liederbuch im Auftrag des Gauleiters Franz Hofer fand.
Laut der Leiterin des Museums im Ballhaus Imst, Sabine Schuchter, „trat Kopp ungebrochen für den Führer ein und war offenkundig ein glühender Judenhasser“. „Sehr wenige haben zu diesem Zeitpunkt (1944) noch zum letzten Aufgebot aufgerufen, nur die letzten Fanatischen, und Jakob Kopp war einer von ihnen“, so Schuchter. Auch  laut dem Kustos des Tiroler Landesmuseum Ferdinandeum, Roland Sila, ist eine nationalsozialistische und antisemitische Haltung durch Kopps Jubelgedichte kurze Zeit nach dem „Anschluss“ deutlich sichtbar. Franz Gratl, Kustos des Musikarchivs des Ferdinandeums merkte zudem an, „bei (...) Kopp (...) sei sehr deutlich, dass sie von sich aus das NS-Regime übereifrig unterstützten, keinesfalls seien die Werke Auftragswerke gewesen oder gar unter Druck entstanden.“

## Anerkennung und Aufarbeitung
1976 wurde die Jakob-Kopp-Straße in Imst nach dem Dichter benannt. Bereits 2005 wurde über die Umbenennung der Straße diskutiert. Durch einen Beitrag des Bloggers Markus Wilhelm flammte Ende 2020 die Diskussion erneut auf, und der nunmehrige Bürgermeister Stefan Weirather versprach die Beauftragung eines Historikers und eine Aufarbeitung.

## Werke
- Von der Imschterhuemet. Gedichte in Oberländer u. Oetztaler Mundart. Hötting bei Innsbruck 1934.
- Zwischen Zirl und Kopfstoa. Gedichte in Tiroler Mundart. Innsbruck 1948.
- Derhuam. Gedichte in Oberländer Mundart. Imst 1986. (auch mit Beiträgen von Karl Jais und Martha Schatz).